# Yevgueni Kriukov
Yevgueni Vladímirovich Kriukov (en ruso: Евгений Владимирович Крюков; Rubtsovsk, RSFS de Rusia; 3 de agosto de 1963 – Sochi, Rusia; 2 de diciembre de 2024) fue un futbolista y entrenador de fútbol ruso que jugaba en la posición de guardameta.

## Carrera

### Como jugador
| Periodo   | Club                         | Apariciones | Goles |
| --------- | ---------------------------- | ----------- | ----- |
| 1981–1982 | FC Torpedo Rubtsovsk         | 42          | 0     |
| 1983–1987 | FC Kuzbass Kemerovo          | 134         | 0     |
| 1988      | FC Torpedo Moscow            | 0           | 0     |
| 1988–1990 | FC Kuzbass Kemerovo          | 113         | 0     |
| 1991–1993 | FC Rostselmash Rostov-on-Don | 100         | 0     |
| 1994–1998 | FC Zhemchuzhina Sochi        | 137         | 0     |
| 1999      | FC Kristall Smolensk         | 7           | 0     |

### Como entrenador
| Periodo   | Club                                      |
| --------- | ----------------------------------------- |
| 2000–2005 | FC Zhemchuzhina Sochi (equipos juveniles) |
| 2008      | FC Adler                                  |
| 2009–2010 | FC Zhemchuzhina Sochi (equipos juveniles) |
| 2016–2017 | FC Sochi (entrenador de porteros)         |